# 컴퓨터 핵전함 폭파대작전
『컴퓨터 핵전함 폭파대작전』(콤퓨터 핵전함 폭파대작전)은 대한민국에서 제작된 정수용 감독의 1982년 가족, SF, 애니메이션 영화이다. 황기태 등이 제작에 참여하였다.

## 스태프
- 제작: 황기태
- 기획: 김태준
- 구성: 이미만
- 작화: 합동동화
- 원화: 정경섭, 손도영
- 동화: 심연구, 홍문수, 서연석, 장명길, 이경희, 도평은, 강명남, 박소연, 김선영
- 채화: 임문자, 김청옥, 이신숙, 김요은, 이윤숙
- 선화: 변혜영
- 배경: 박호식, 민병건, 김원영, 최영미
- 촬영: 김종석, 허태희, 정해천
- 총진행: 김현용
- 음악: 임택수
- 노래: 별셋 (언급되지 않음)
- 현상: 영화진흥공사 (현·영화진흥위원회)
- 남양기획 작품
- 각본·감독: 정수용

## 같이 보기
- 트론
- 우주해적 캡틴 하록
- 코브라
- 우주전사 발디오스